# Regis Toomey

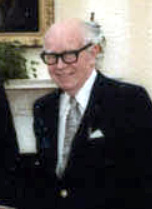
Regis Toomey im Weißen Haus (1981)

John Regis Toomey (* 13. August 1898 in Pittsburgh, Pennsylvania; † 12. Oktober 1991 in Los Angeles, Kalifornien) war ein US-amerikanischer Schauspieler.

## Leben
Regis Toomey wurde als eines von vier Kindern von Francis X. und Mary Ellen Toomey in Pittsburg im US-Bundesstaat Pennsylvania geboren. Zunächst strebte er eine juristische Laufbahn an, entschied sich aber dann für einen künstlerischen Werdegang. Er avancierte zum etablierten Musicaldarsteller. Er studierte Dramaturgie an der University of Pittsburgh, wo er ein Mitglied von Sigma Chi war, und wurde schließlich Bühnendarsteller, so auch am Broadway. Er trat auch als Sänger auf bis ihn eine akute Kehlkopfentzündung während einer Europatournee zur Aufgabe zwang.
Sein Filmdebüt gab Toomey 1929, als aufgrund des beginnenden Tonfilms viele spracherfahrene Theaterschauspieler nach Hollywood verpflichtet wurden. Anfänglich wurde Toomey häufiger als Hauptdarsteller von B-Filmen besetzt, später als Charakterdarsteller. In Nebenrollen spielte er in Filmklassikern wie Sein Mädchen für besondere Fälle (1940) mit Cary Grant und Tote schlafen fest (1946) mit Humphrey Bogart, beide Male unter Regie von Howard Hawks, oder auch in Alfred Hitchcocks Thriller Ich kämpfe um dich (1945). Im Jahre 1941 gab der Schauspieler in dem Film You’re in the Army Now seiner Filmpartnerin Jane Wyman mit drei Minuten und fünf Sekunden den bis 2005 längsten Filmkuss der Kinogeschichte. Er wirkte bis in die 1980er-Jahre in über 180 Filmproduktionen mit, dutzende Gastauftritte in diversen Fernsehformaten ab den 1950er-Jahren nicht mitgerechnet. Zwischen 1963 und 1966 hatte er in der Kriminalserie Amos Burke als erfahrener Detective Sergeant Les Hart eine der Hauptrollen.
Regis Toomey wurde mit einem Stern auf dem Hollywood Walk of Fame geehrt. Er war von 1925 bis zu ihrem Tod im Jahre 1981 mit Kathryn Scott Toomey verheiratet. Regis Toomey starb im Oktober 1991 im Alter von 93 Jahren.

## Filmografie (Auswahl)
- 1929: Alibi
- 1930: Street of Chance
- 1930: Das Geheimnis des Ingenieurs Nelson (Shadow of the Law)
- 1931: Die Frau meines Freundes (Other Men’s Women)
- 1931: Verhängnis eines Tages (24 Hours)
- 1932: Der Schrei der Menge (The Crowd Roars)
- 1933: Liebe und andere Geschäfte (She Had to Say Yes)
- 1935: Der FBI-Agent (G Men)
- 1937: Mitternachts-Taxe (Midnight Taxi)
- 1937: Die große Stadt (Big City)
- 1939: Union Pacific
- 1939: Ich war ein Spion der Nazis (Confessions of a Nazi Spy)
- 1939: Wings of the Navy
- 1940: Sein Mädchen für besondere Fälle (His Girl Friday)
- 1940: Nordwest-Passage (Northwest Passage)
- 1940: Die scharlachroten Reiter (North West Mounted Police)
- 1940: Arizona
- 1941: Hier ist John Doe (Meet John Doe)
- 1941: Mary und der Millionär (The Devil and Miss Jones)
- 1941: Dive Bomber
- 1941: Flucht in die Tropen (Law of the Tropics)
- 1941: Sein letztes Kommando (They Died with Their Boots On)
- 1941: Schrecken der zweiten Kompanie (You’re in the Army Now)
- 1942: Lodernde Flammen (The Forest Rangers)
- 1942: Tennessee Johnson
- 1943: Jack London
- 1944: Zeuge gesucht (Phantom Lady)
- 1944: Follow the Boys
- 1944: Song of the Open Road
- 1945: Stimme aus dem Jenseits (Strange Illusion)
- 1945: Ich kämpfe um dich (Spellbound)
- 1946: Der geheimnisvolle Gast (Mysterious Intruder)
- 1946: Tote schlafen fest (The Big Sleep)
- 1946: Schwester Kenny (Sister Kenny)
- 1947: The Guilty
- 1947: Fremde Stadt (Magic Town)
- 1947: Jede Frau braucht einen Engel (The Bishop’s Wife)
- 1948: Flucht ohne Ausweg (Raw Deal)
- 1948: Todeszelle Nr. 5 (I Wouldn’t Be in Your Shoes)
- 1948: Gangster der Prärie (Station West)
- 1948: Der Junge mit den grünen Haaren (The Boy with Green Hair)
- 1949: Panik um King Kong (Mighty Joe Young)
- 1949: …und der Himmel lacht dazu (Les Sœurs casse-cou)
- 1949: Der Stachel des Bösen (Beyond the Forest)
- 1950: Geheimpolizist Christine Miller (Undercover Girl)
- 1950: Revolverlady (Frenchie)
- 1951: Tomahawk – Aufstand der Sioux (Tomahawk)
- 1951: Cry Danger
- 1951: Mississippi-Melodie (Show Boat)
- 1951: Verschwörung im Nachtexpreß (The Tall Target)
- 1951: Der Mordprozeß O’Hara (The People Against O’Hara)
- 1952: Die Schlacht am Apachenpaß (The Battle at Apache Pass)
- 1952: Nur für Dich (Just for You)
- 1953: Das letzte Signal (Island in the Sky)
- 1953: Sprung auf, marsch, marsch! (Take the High Ground!)
- 1953: Bis zur letzten Kugel (The Nebraskan)
- 1954: Es wird immer wieder Tag (The High and the Mighty)
- 1954: Adlerschwinge (Drums Across the River)
- 1954: Immer jagte er Blondinen (The Human Jungle)
- 1955: Schwere Jungs – leichte Mädchen (Guys and Dolls)
- 1955: Unbesiegt (Top Gun)
- 1956: Skrupellos (Great Day in the Morning)
- 1956: Die Todesschlucht von Laramie (Dakota Incident)
- 1956–1962: Cheyenne (Fernsehserie, 4 Folgen)
- 1957–1958: Richard Diamond, Private Detective (Fernsehserie, 16 Folgen)
- 1957/1958: Abenteuer im wilden Westen (Zane Grey Theater, Fernsehserie, 2 Folgen)
- 1958: Maverick (Fernsehserie, Folge 2x10)
- 1959: Der Henker (The Hangman)
- 1959: Warlock
- 1959/1960: Tausend Meilen Staub (Rawhide, Fernsehserie, 2 Folgen)
- 1960: Er kam, sah und siegte (Guns of the Timberland)
- 1960: Bronco (Fernsehserie, Folge 2x11)
- 1960: Der zweite Mann (The Deputy, Fernsehserie, Folge 1x28)
- 1960: Peter Gunn (Fernsehserie, Folge 3x11)
- 1960/1965: Perry Mason (Fernsehserie, 2 Folgen)
- 1961: Route 66 (Fernsehserie, Folge 1x13)
- 1961: Sugarfoot (Fernsehserie, Folge 4x06)
- 1961: El Perdido (The Last Sunset)
- 1961: Unternehmen Feuergürtel (Voyage to the Bottom of the Sea)
- 1961: Der Bürotrottel (The Errand Boy)
- 1961–1962: Shannon klärt auf (Shannon, Fernsehserie, 16 Folgen)
- 1963: Die Leute von der Shiloh Ranch (The Virginian, Fernsehserie, Folge 1x17)
- 1963–1965: Amos Burke (Burke’s Law, Fernsehserie, 64 Folgen)
- 1964: Ein Goldfisch an der Leine (Man’s Favorite Sport?)
- 1965: Die Seaview – In geheimer Mission (Voyage to the Bottom of the Sea, Fernsehserie, Folge 2x06)
- 1966: Die Todes-Ranch (The Night of the Grizzly)
- 1967: Time Tunnel (The Time Tunnel, Fernsehserie, Folge 1x23)
- 1968–1969: Petticoat Junction (Fernsehserie, 7 Folgen)
- 1969: Ein himmlischer Schwindel (Change of Habit)
- 1972: Der Mörder im weißen Mantel (The Carey Treatment)
- 1972: FBI (The F.B.I., Fernsehserie, Folge 8x06)
- 1973: Adam-12 (Fernsehserie, Folge 5x21)
- 1974: Das Phantom von Hollywood (The Phantom of Hollywood, Fernsehfilm)
- 1974: Owen Marshall – Strafverteidiger (Owen Marshall, Fernsehserie, Folge 3x22)
- 1976: Won Ton Ton – der Hund, der Hollywood rettete (Won Ton Ton, the Dog Who Saved Hollywood)
- 1978: Fantasy Island (Fernsehserie, Folge 2x09)
- 1979: R.O.B.O.D.O.G. (C.H.O.M.P.S.)
- 1982: It’s a Living (Fernsehserie, Folge 2x13)
- 1985: Evil Town